# Vápenice (Obory)
Vápenice je malá vesnice, část obce Obory v okrese Příbram ve Středočeském kraji. Nachází se asi tři kilometry jihovýchodně od Obor. Vesnicí protéká Vápenický potok. Je zde evidováno 35 adres. V roce 2011 zde trvale žili dva obyvatelé.
Vápenice leží v katastrálním území Obory o výměře 10,34 km².

## Historie
První písemná zmínka o vesnici pochází z roku 1603.
Období založení lze datovat po vzniku okolních obci, tedy do 17.–18. století. Jméno osada dostala po vápenci, který se zde hojně vyskytuje. V největším rozvoji, po roce 1900, tvořilo osadu osm stavení. Jednalo se o tři chalupníky (několik arů polí), jedno hospodářství (několik ha polí), jeden velkostatek (velké množství polí). Dále zde byly tři mlýny. Na Vápenici našlo mezi světovými válkami obživu kolem 60 lidí.
Moderní Vápenice je rekreačni oblast.

## Obyvatelstvo
| Rok            | 1869 | 1880 | 1890 | 1900 | 1910 | 1921 | 1930 | 1950 | 1961 | 1970 | 1980 | 1991 | 2001 | 2011 | 2021 |
| -------------- | ---- | ---- | ---- | ---- | ---- | ---- | ---- | ---- | ---- | ---- | ---- | ---- | ---- | ---- | ---- |
| Počet obyvatel | 45   | 44   | 38   | 47   | 42   | 49   | 28   | 26   | 30   | 19   | 11   | 6    | 5    | 2    | 2    |
| Počet domů     | 7    | 7    | 7    | 8    | 8    | 7    | 7    | 8    | 8    | 5    | 4    | 6    | 7    | 6    | 6    |